# Кузнецкое (Челябинская область)
Кузне́цкое — село в Аргаяшском районе Челябинской области России. Административный центр Кузнецкого сельского поселения. Согласно переписи 2020 года население составляло 1285 человек.
Расположено на берегу озёр Большие и Малые Ирдяги. Расстояние до районного центра села Аргаяш 18 км.

## История
Первыми поселенцами в 1761—1765 годах были крепостные крестьяне из Саратовской губернии, из деревни Тютнярь (ныне Кузнецкий район Пензенской области).
В 1945—1948 годах село было центром Кузнецкого района.
Учителем местной школы работал Герой Социалистического Труда Василий Матвеевич Леднёв (1923—2016).
В селе родился Герой Советского Союза Иван Тихонович Глухов (1912—1983).

### Школа-рекордсмен
В 1953 году при местной школе разбили уникальный опытнический участок площадью 0,75 га. Под руководством Героя Социалистического Труда Василия Леднёва школьники выращивали 15 сортов яблок (до 1500 кг в год!), смородину, помидоры и картофель. За 3 года они вырастили 15 тысяч саженцев плодовых культур.

## Интересные Факты

### Хрустальные сокровища
В окрестностях села находят горный хрусталь — кристаллы размером до 20 см, иногда с включениями турмалина или рутила. В 1966 году у храма геологи обнаружили кварцевую жилу с кристаллами длиной 1 метр.

### Лесной «щит»
К северу от села простирается обширный лесной массив — контраст с лесостепными ландшафтами вокруг озёр. Здесь водятся лисы, зайцы, а грибники собирают подберёзовики и рыжики

## Население
| 2002 | 2010  |
| ---- | ----- |
| 1257 | ↘1204 |

## Религия
В селе есть православная церковь Вознесения Господня.